# Vilém Blažek
Mons. Vilém Blažek (29. dubna 1837 Olomouc – 5. března 1912 Olomouc) byl olomoucký kanovník a v letech 1906-1912 také světící biskup olomoucké diecéze.

## Život
Gymnázium vystudoval ve svém rodišti, r. 1854 maturoval. Po teologických studiích v Olomouci byl vysvěcen 11. září 1859 na kněze. Působil v chlapeckém semináři v Kroměříži, kněžském semináři v Olomouci, byl asesorem arcibiskupské konzistoře. Roku 1880 byl jmenován papežským komořím, sídlením olomouckým kanovníkem se stal díky papežské provizi roku 1900, kdy se také stal infulovaným prelátem u sv. Anny. Kapitulním proboštem byl zvolen r. 1906, kdy byl také jmenován tituláním biskupem modrenským a světícím biskupem olomouckým. Na biskupa byl konsekrován 6. ledna 1907. Roku 1908 se stal děkanem olomoucké kapituly.